# Stewartry Museum
Stewartry Museum er et lokalmuseum i Kirkcudbright, Scotland, der dækker denne del af Galloways historie.
Museet blev grundlagt i 1879, og hvor det blev indrettet på øverste etage af Kirkcudbright Town Hall. Museet flyttede til den nuværende bygning designet af arkitekten Robert Wallace i 1893 for at skaffe nok plads til museets samling. Det blev drevet af Stewartry Museum Association indtil 1990 hvor det blev overdraget til Stewartry District Council. Efter Scottish councils blev omorganiseret i 1996 overgik museumsdriften til Dumfries and Galloway Council.